# 余目駅
余目駅（あまるめえき）は、山形県東田川郡庄内町余目にある、東日本旅客鉄道（JR東日本）の駅である。

## 乗り入れ路線
羽越本線と陸羽西線の2路線が乗り入れ、接続駅となっている。このうち羽越本線を当駅の所属線としている。陸羽西線は線路名称上は当駅が終点であるが、大半の列車が羽越本線を通して酒田駅まで乗り入れている。
羽越本線で運行されている特急「いなほ」の全列車が停車する。
なお、2022年5月より陸羽西線は列車の運行を休止しており、バス代行となっている。代行バスについては「陸羽西線#バス代行輸送」を参照。

## 歴史
- 1914年（大正3年）
  - 9月20日：官設鉄道（後に日本国有鉄道）酒田線が狩川駅から延伸した際の終着駅として開業[5]。
  - 12月24日：酒田線が酒田駅まで延伸され、途中駅となる[3]。
- 1917年（大正6年）11月1日：路線名改称に伴い、陸羽西線の駅となる。
- 1918年（大正7年）9月21日：陸羽西線当駅 - 鶴岡間が開通し、分岐点となる。
- 1924年（大正13年）4月20日：路線の改編に伴い、羽越本線と陸羽西線の駅となる。
- 1945年（昭和20年）8月10日：駅構内の貨物列車が、米艦載機の機銃十数発を受ける。
- 1964年（昭和39年）12月22日：現駅舎の使用を開始。
- 1965年（昭和40年）3月27日：跨線橋架け替えを含めた駅舎改築工事が終了し、修祓式を実施[6]。
- 1978年（昭和53年）10月2日：ダイヤ改正に伴い、余目駅に特急「いなほ」2・5号が停車。初の特急列車停車に伴い、発車式を行う。
- 1984年（昭和59年）1月20日：貨物取扱を廃止[3]。
- 1985年（昭和60年）3月14日：荷物扱いを廃止[3]。
- 1987年（昭和62年）4月1日：国鉄分割民営化により、JR東日本の駅となる[3][5]。
- 2003年（平成15年）4月1日：業務委託化[7]。
- 2007年（平成19年）1月29日：JR羽越本線脱線事故を受けた突風対策として、駅構内にドップラー・レーダーを設置。
- 2016年（平成28年）11月：新たなドップラー・レーダーを海側の山形県酒田市内に設置（2017年〈平成29年〉3月27日運用開始）したことに伴い、当駅のドップラー・レーダーを撤去[8]。
- 2022年（令和4年）5月14日：高屋道路の（仮称）高屋トンネル建設関連工事に伴い、陸羽西線ならびに同線からの羽越本線直通列車が運行休止、バス代行となる[4]。
- 2024年（令和6年）10月1日：えきねっとQチケのサービスを開始[1][9]。

## 駅構造
島式ホーム2面4線を有する地上駅である。駅舎とは跨線橋で連絡している。駅舎直結のホーム（1番線）も存在していたが、現在は柵で囲まれていて旅客用としては使われていない（線路は下り列車用の側線として現在も稼働中）。
庄内統括センター（酒田駅）管理の業務委託駅（早朝夜間駅員不在）で、JR東日本新潟シティクリエイト（JENIC）が受託している。みどりの窓口、自動券売機設置。駅舎内で「あまるめホッとホーム」 が庄内町の特産品・土産品を販売している。
なお、4番線は映画『おくりびと』のロケ現場であり、美香（広末涼子）が立っていた場所にステッカーが貼ってある。

### のりば
| 番線 | 路線      | 方向 | 行先                 |
| ---- | --------- | ---- | -------------------- |
| 2    | ■羽越本線 | 下り | 酒田・秋田方面       |
| 3    | ■羽越本線 | 上り | 鶴岡・村上・新潟方面 |
| 4・5 | ■陸羽西線 | 下り | 酒田方面             |
| 4・5 | ■陸羽西線 | 上り | 新庄方面             |

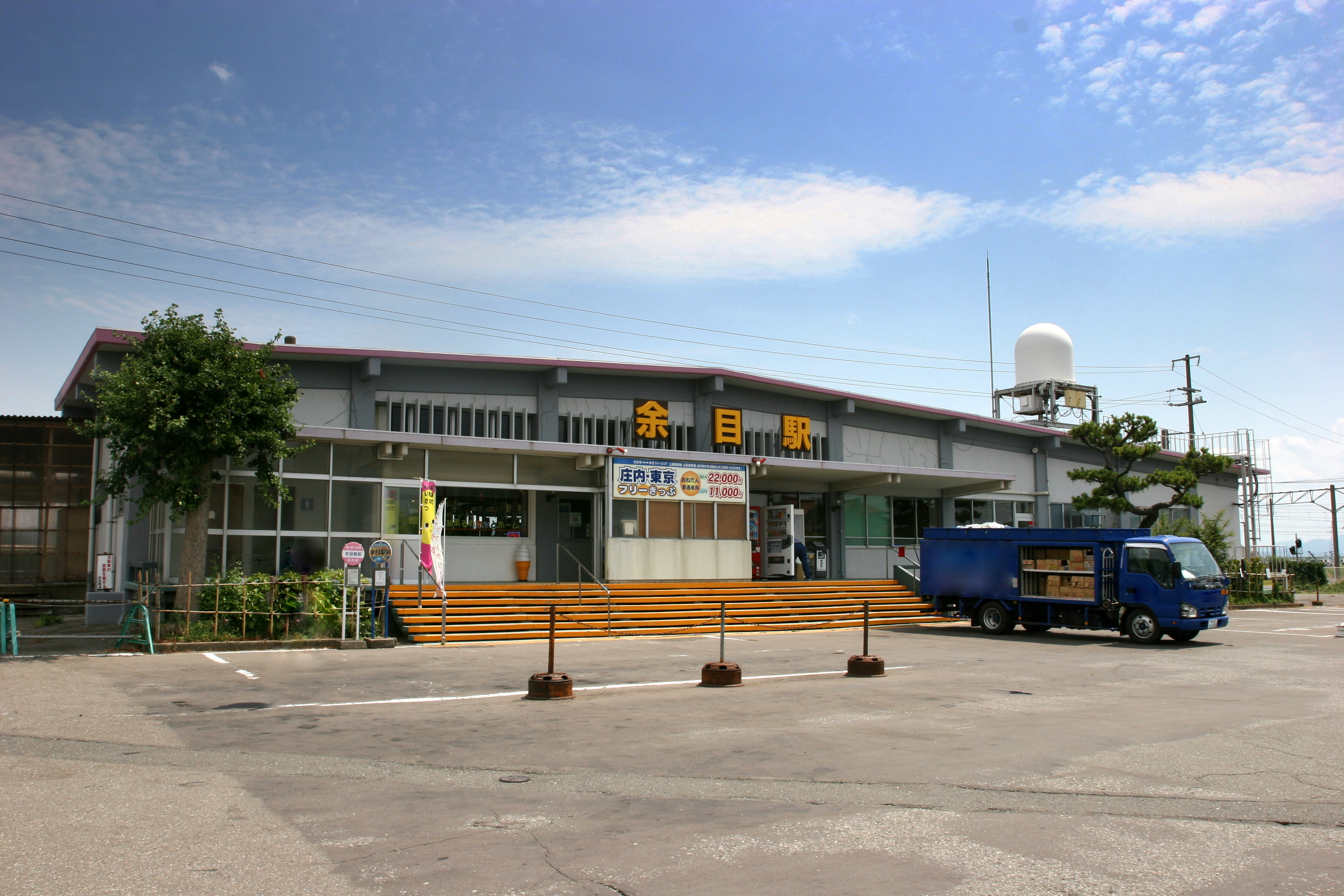
ドップラー・レーダーを設置していた頃の駅舎（2011年8月）
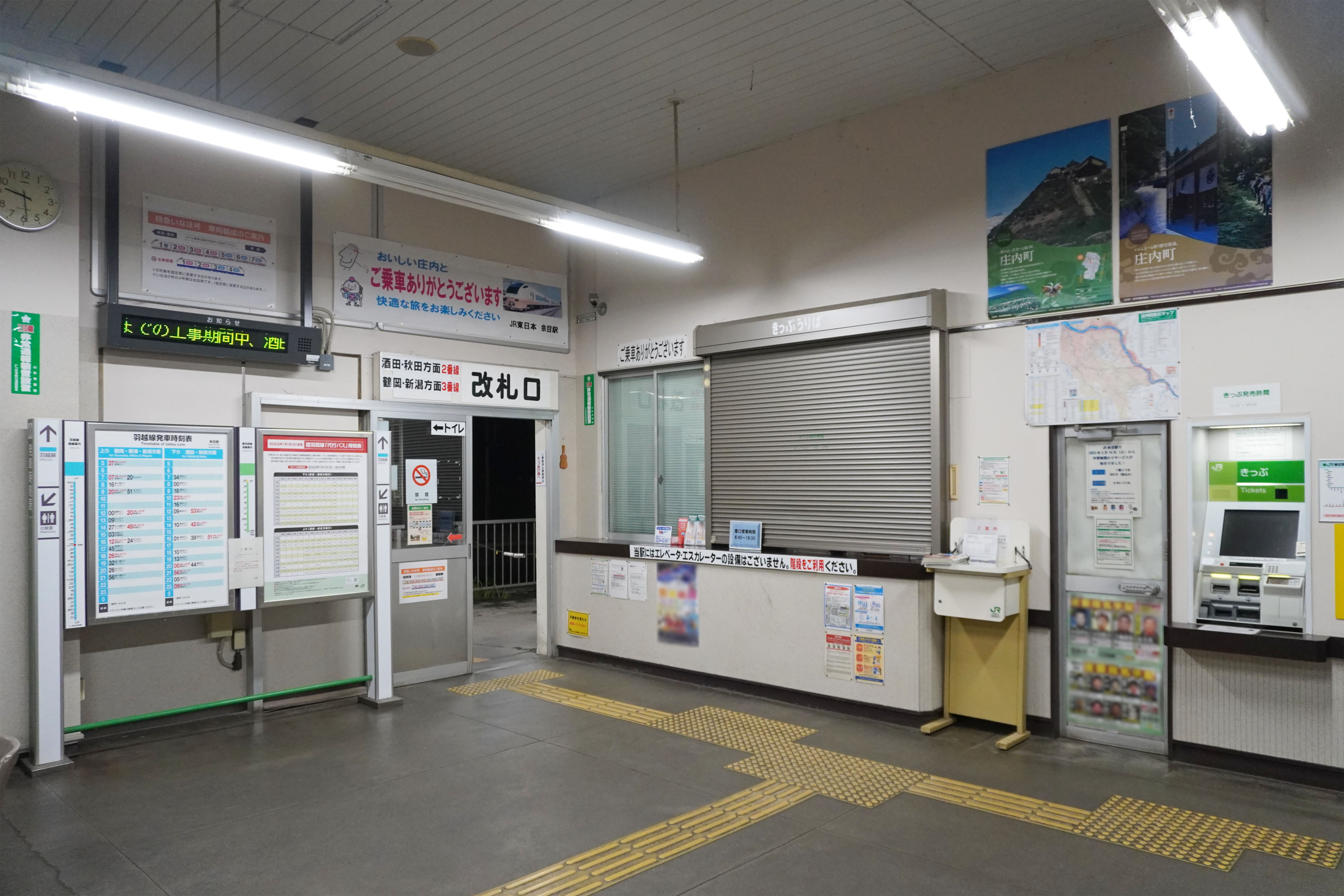
改札口（2023年7月）
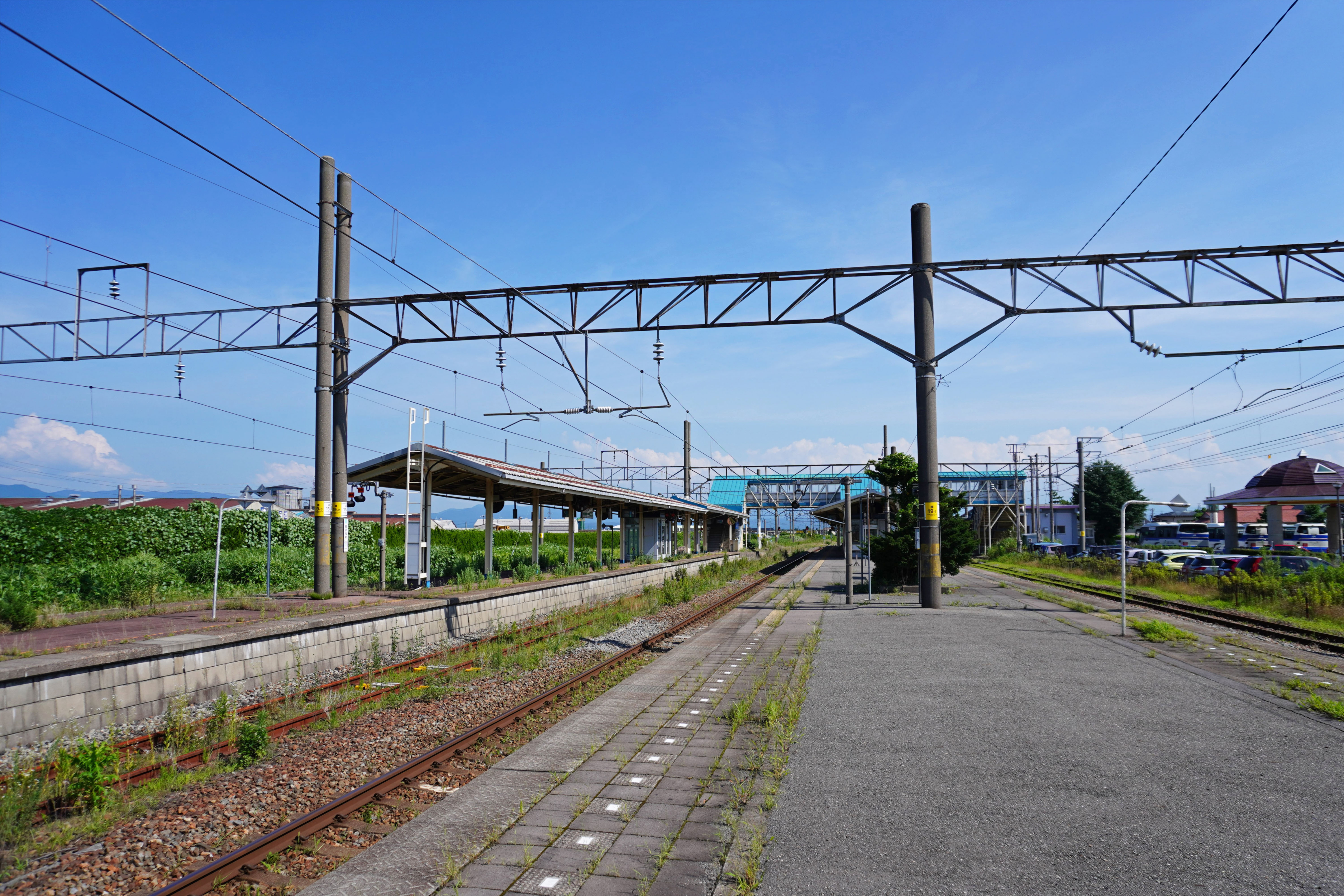
ホーム（2023年7月）

## 利用状況
JR東日本によると、2023年度（令和5年度）の1日平均乗車人員は368人である。
1955年度（昭和30年度）、1968年度（昭和43年度）- 1970年度（昭和45年度）、1987年度（昭和62年度）以降の推移は以下のとおりである。

### 1955年度 - 1999年度
| 1日平均乗車人員推移 （1955年度 - 1999年度） | 1日平均乗車人員推移 （1955年度 - 1999年度） | 1日平均乗車人員推移 （1955年度 - 1999年度） |
| 年度                                        | 乗車人員                                    | 出典                                        |
| ------------------------------------------- | ------------------------------------------- | ------------------------------------------- |
| 1955年（昭和30年）                          | 1,891                                       | [ 利用客数 2 ]                              |
| 1968年（昭和43年）                          | 2,659                                       | [ 利用客数 3 ]                              |
| 1969年（昭和44年）                          | 2,510                                       | [ 利用客数 4 ]                              |
| 1970年（昭和45年）                          | 2,475                                       | [ 利用客数 5 ]                              |
| 1987年（昭和62年）                          | 880                                         | [ 利用客数 6 ]                              |
| 1988年（昭和63年）                          | 885                                         | [ 利用客数 6 ]                              |
| 1989年（平成元年）                          | 908                                         | [ 利用客数 6 ]                              |
| 1990年（平成02年）                          | 883                                         | [ 利用客数 6 ]                              |
| 1991年（平成03年）                          | 902                                         | [ 利用客数 6 ]                              |
| 1992年（平成04年）                          | 846                                         | [ 利用客数 6 ]                              |
| 1993年（平成05年）                          | 804                                         | [ 利用客数 6 ]                              |
| 1994年（平成06年）                          | 791                                         | [ 利用客数 6 ]                              |
| 1995年（平成07年）                          | 804                                         | [ 利用客数 6 ]                              |
| 1996年（平成08年）                          | 855                                         | [ 利用客数 6 ]                              |
| 1997年（平成09年）                          | 837                                         | [ 利用客数 6 ]                              |
| 1998年（平成10年）                          | 800                                         | [ 利用客数 6 ]                              |
| 1999年（平成11年）                          | 784                                         | [ 利用客数 6 ]                              |

### 2000年度以降
| 1日平均乗車人員推移（2000年度以降） | 1日平均乗車人員推移（2000年度以降） | 1日平均乗車人員推移（2000年度以降） | 1日平均乗車人員推移（2000年度以降） | 1日平均乗車人員推移（2000年度以降） |
| 年度                                | 定期外                              | 定期                                | 合計                                | 出典                                |
| ----------------------------------- | ----------------------------------- | ----------------------------------- | ----------------------------------- | ----------------------------------- |
| 2000年（平成12年）                  |                                     |                                     | 774                                 | [ 利用客数 7 ]                      |
| 2001年（平成13年）                  |                                     |                                     | 768                                 | [ 利用客数 8 ]                      |
| 2002年（平成14年）                  |                                     |                                     | 755                                 | [ 利用客数 9 ]                      |
| 2003年（平成15年）                  |                                     |                                     | 713                                 | [ 利用客数 10 ]                     |
| 2004年（平成16年）                  |                                     |                                     | 679                                 | [ 利用客数 11 ]                     |
| 2005年（平成17年）                  |                                     |                                     | 647                                 | [ 利用客数 12 ]                     |
| 2006年（平成18年）                  |                                     |                                     | 607                                 | [ 利用客数 13 ]                     |
| 2007年（平成19年）                  |                                     |                                     | 590                                 | [ 利用客数 14 ]                     |
| 2008年（平成20年）                  |                                     |                                     | 573                                 | [ 利用客数 15 ]                     |
| 2009年（平成21年）                  |                                     |                                     | 543                                 | [ 利用客数 16 ]                     |
| 2010年（平成22年）                  |                                     |                                     | 527                                 | [ 利用客数 17 ]                     |
| 2011年（平成23年）                  |                                     |                                     | 519                                 | [ 利用客数 18 ]                     |
| 2012年（平成24年）                  | 122                                 | 416                                 | 538                                 | [ 利用客数 19 ]                     |
| 2013年（平成25年）                  | 124                                 | 443                                 | 567                                 | [ 利用客数 20 ]                     |
| 2014年（平成26年）                  | 122                                 | 387                                 | 510                                 | [ 利用客数 21 ]                     |
| 2015年（平成27年）                  | 121                                 | 375                                 | 497                                 | [ 利用客数 22 ]                     |
| 2016年（平成28年）                  | 121                                 | 369                                 | 490                                 | [ 利用客数 23 ]                     |
| 2017年（平成29年）                  | 121                                 | 360                                 | 481                                 | [ 利用客数 24 ]                     |
| 2018年（平成30年）                  | 119                                 | 383                                 | 503                                 | [ 利用客数 25 ]                     |
| 2019年（令和元年）                  | 117                                 | 359                                 | 476                                 | [ 利用客数 26 ]                     |
| 2020年（令和02年）                  | 61                                  | 297                                 | 358                                 | [ 利用客数 27 ]                     |
| 2021年（令和03年）                  | 69                                  | 268                                 | 338                                 | [ 利用客数 28 ]                     |
| 2022年（令和04年）                  | 85                                  | 271                                 | 357                                 | [ 利用客数 29 ]                     |
| 2023年（令和05年）                  | 94                                  | 274                                 | 368                                 | [ 利用客数 1 ]                      |

## 駅周辺
- 庄内町新産業創造館クラッセ
- 庄内町役場
- 余目郵便局
- 余目茶屋町郵便局
- 庄内ギャラリー温泉町湯
- 内藤秀因水彩画記念館
- 耐雪書道美術館
- 荘内銀行余目支店
- 庄内たがわ農業協同組合新余目支所
- きらやか銀行余目支店
- 余目町農業協同組合本所

## バス路線
駅前に庄内町営バスの「余目駅前」停留所、および庄内交通の「庄内町余目駅前」停留所が設置されている。
- 庄内町営バス - 余目中心部循環、立谷沢方面
- 庄内交通 - 東京方面（高速バス）

2020年（令和2年）7月31日までは庄内交通の路線バスも運行されており、バス停は「余目駅前」を名乗っていた。
この他、前述の陸羽西線列車代行バスの停留所が設置されている。

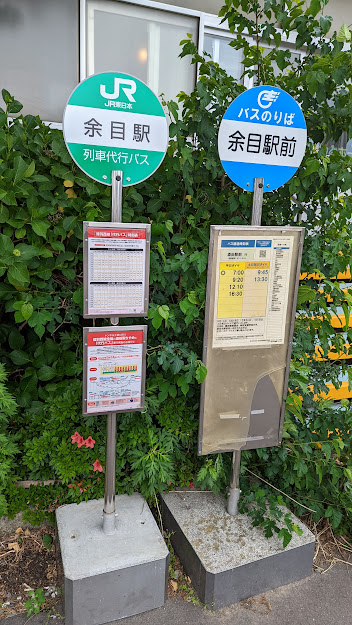
庄内交通（右）および列車代行バス（左）の停留所（2022年5月）

## 隣の駅
東日本旅客鉄道（JR東日本）
■羽越本線
- 特急「いなほ」停車駅

■普通
西袋駅 - 余目駅 - 北余目駅
■陸羽西線
南野駅 - 余目駅

### 記事本文
1. 1 2 3 4  「駅の情報（余目駅）：JR東日本」東日本旅客鉄道。2024年8月27日時点のオリジナルよりアーカイブ。2024年9月11日閲覧。
2. 1 2 3  『週刊 JR全駅・全車両基地』56号、朝日新聞出版〈週刊朝日百科〉、2013年9月15日、22頁。
3. 1 2 3 4 5  石野 1998, p. 562.
4. 1 2 3  「国土交通省による「（仮称）高屋トンネル」の施工に伴う陸羽西線全線の運転取りやめとバスによる代行輸送のお知らせ (PDF)」（プレスリリース）、東日本旅客鉄道仙台支社、2022年3月24日。2022年5月13日閲覧。
5. 1 2  石野 1998, p. 573.
6. ↑  「面目を一新した余目駅」『交通新聞』交通協力会、1965年3月28日、3面。
7. ↑  「山形県の鉄道輸送 (PDF)」『山形県』山形県鉄道利用・整備強化促進期成同盟会、2024年6月、56頁。2025年4月8日閲覧。
8. ↑  「突風探知のためのドップラーレーダーの新設について (PDF)」（プレスリリース）、東日本旅客鉄道、2016年7月12日。2019年9月1日閲覧。
9. ↑  「Suicaエリア外もチケットレスで! 東北エリアから「えきねっとQチケ」がはじまります (PDF)」（プレスリリース）、東日本旅客鉄道、2024年7月11日。2024年8月11日閲覧。
10. 1 2 3 4  「JR東日本：駅構内図・バリアフリー情報（余目駅）」東日本旅客鉄道。2024年5月3日閲覧。
11. ↑  「令和4年7月31日酒田管内路線の廃止・令和4年8月1日酒田駅前BS位置変更について」（プレスリリース）、庄内交通、2022年7月11日。2023年4月22日閲覧。
12. ↑  「【2023年3月13日から】陸羽西線代行バス「北余目駅」バス停の変更について（お知らせ）」庄内町。2023年4月18日時点のオリジナルよりアーカイブ。2023年4月18日閲覧。

### 利用状況
1. 1 2  「各駅の乗車人員 2023年度 101位以下（7）| 企業サイト：JR東日本」東日本旅客鉄道。2025年7月25日閲覧。
2. ↑  大平禎介 編『1957年版 山形県年鑑』山形新聞社、1956年12月30日、210頁。NDLJP:3002703。
3. ↑  小笠原胤公 編『山形県年鑑 1970年版』山形新聞社、1969年12月26日、277頁。NDLJP:2969706。
4. ↑  小笠原胤公 編『山形県年鑑 1971年版』山形新聞社、1970年12月28日、301頁。NDLJP:9568914。
5. ↑  小笠原胤公 編『山形県年鑑 1972年版』山形新聞社、1971年12月30日、307頁。NDLJP:9568915。
6. ↑  山形県鉄道利用・整備強化促進期成同盟会「駅別乗車人員の推移 (PDF)」『『山形県の鉄道輸送』令和5年度版』山形県、2024年3月。2025年4月30日閲覧。
7. ↑  「JR東日本：各駅の乗車人員（2000年度）」東日本旅客鉄道。2025年7月25日閲覧。
8. ↑  「JR東日本：各駅の乗車人員（2001年度）」東日本旅客鉄道。2025年7月25日閲覧。
9. ↑  「JR東日本：各駅の乗車人員（2002年度）」東日本旅客鉄道。2025年7月25日閲覧。
10. ↑  「JR東日本：各駅の乗車人員（2003年度）」東日本旅客鉄道。2025年7月25日閲覧。
11. ↑  「JR東日本：各駅の乗車人員（2004年度）」東日本旅客鉄道。2025年7月25日閲覧。
12. ↑  「JR東日本：各駅の乗車人員（2005年度）」東日本旅客鉄道。2025年7月25日閲覧。
13. ↑  「JR東日本：各駅の乗車人員（2006年度）」東日本旅客鉄道。2025年7月25日閲覧。
14. ↑  「JR東日本：各駅の乗車人員（2007年度）」東日本旅客鉄道。2025年7月25日閲覧。
15. ↑  「JR東日本：各駅の乗車人員（2008年度）」東日本旅客鉄道。2025年7月25日閲覧。
16. ↑  「JR東日本：各駅の乗車人員（2009年度）」東日本旅客鉄道。2025年7月25日閲覧。
17. ↑  「JR東日本：各駅の乗車人員（2010年度）」東日本旅客鉄道。2025年7月25日閲覧。
18. ↑  「JR東日本：各駅の乗車人員（2011年度）」東日本旅客鉄道。2025年7月25日閲覧。
19. ↑  「JR東日本：各駅の乗車人員（2012年度）」東日本旅客鉄道。2025年7月25日閲覧。
20. ↑  「各駅の乗車人員 2013年度 ベスト100以外（7）：JR東日本」東日本旅客鉄道。2025年7月25日閲覧。
21. ↑  「各駅の乗車人員 2014年度 ベスト100以外（7）：JR東日本」東日本旅客鉄道。2025年7月25日閲覧。
22. ↑  「各駅の乗車人員 2015年度 ベスト100以外（7）：JR東日本」東日本旅客鉄道。2025年7月25日閲覧。
23. ↑  「各駅の乗車人員 2016年度 ベスト100以外（7）：JR東日本」東日本旅客鉄道。2025年7月25日閲覧。
24. ↑  「各駅の乗車人員 2017年度 ベスト100以外（7）：JR東日本」東日本旅客鉄道。2025年7月25日閲覧。
25. ↑  「各駅の乗車人員 2018年度 ベスト100以外（7）：JR東日本」東日本旅客鉄道。2025年7月25日閲覧。
26. ↑  「各駅の乗車人員 2019年度 ベスト100以外（7）：JR東日本」東日本旅客鉄道。2025年7月25日閲覧。
27. ↑  「各駅の乗車人員 2020年度 101位以下（7）| 企業サイト：JR東日本」東日本旅客鉄道。2025年7月25日閲覧。
28. ↑  「各駅の乗車人員 2021年度 101位以下（7）| 企業サイト：JR東日本」東日本旅客鉄道。2025年7月25日閲覧。
29. ↑  「各駅の乗車人員 2022年度 101位以下（7）| 企業サイト：JR東日本」東日本旅客鉄道。2025年7月25日閲覧。